# MetArt
MetArt är en webbplats med mjukpornografiskt innehåll som ägs av HLP General Partners Incorporated i Santa Monica, Kalifornien. Webbplatsen har erotiska fotografier av helt eller delvis nakna kvinnor, och har varit online sedan 1999.
I december 2013 var den bland de 2500 mest besökta webbplatserna enligt Alexa Internet.